# Mendigorría
Mendigorría ist ein Ort und eine Gemeinde (municipio) mit  Einwohnern (Stand: 2024) in der autonomen Gemeinschaft Navarra im Norden von Spanien. 

## Lage und Klima
Mendigorría liegt am Arga in ca. 400 m Höhe und ist ca. 33 km (Fahrtstrecke) in südwestlicher Richtung von der Regionalhauptstadt Pamplona entfernt. Das Klima ist gemäßigt bis warm; Regen (ca. 784 mm/Jahr) fällt übers Jahr verteilt.

## Bevölkerungsentwicklung
| Jahr      | 1970 | 1981 | 1991 | 2001 | 2011 | 2021 |
| Einwohner | 1137 | 982  | 994  | 916  | 1066 | 1112 |

## Sehenswürdigkeiten
- römische Ruinen
- Marienkirche
- Peterskirche
- Marienkapelle
- Jakobuskapelle
- Rathaus

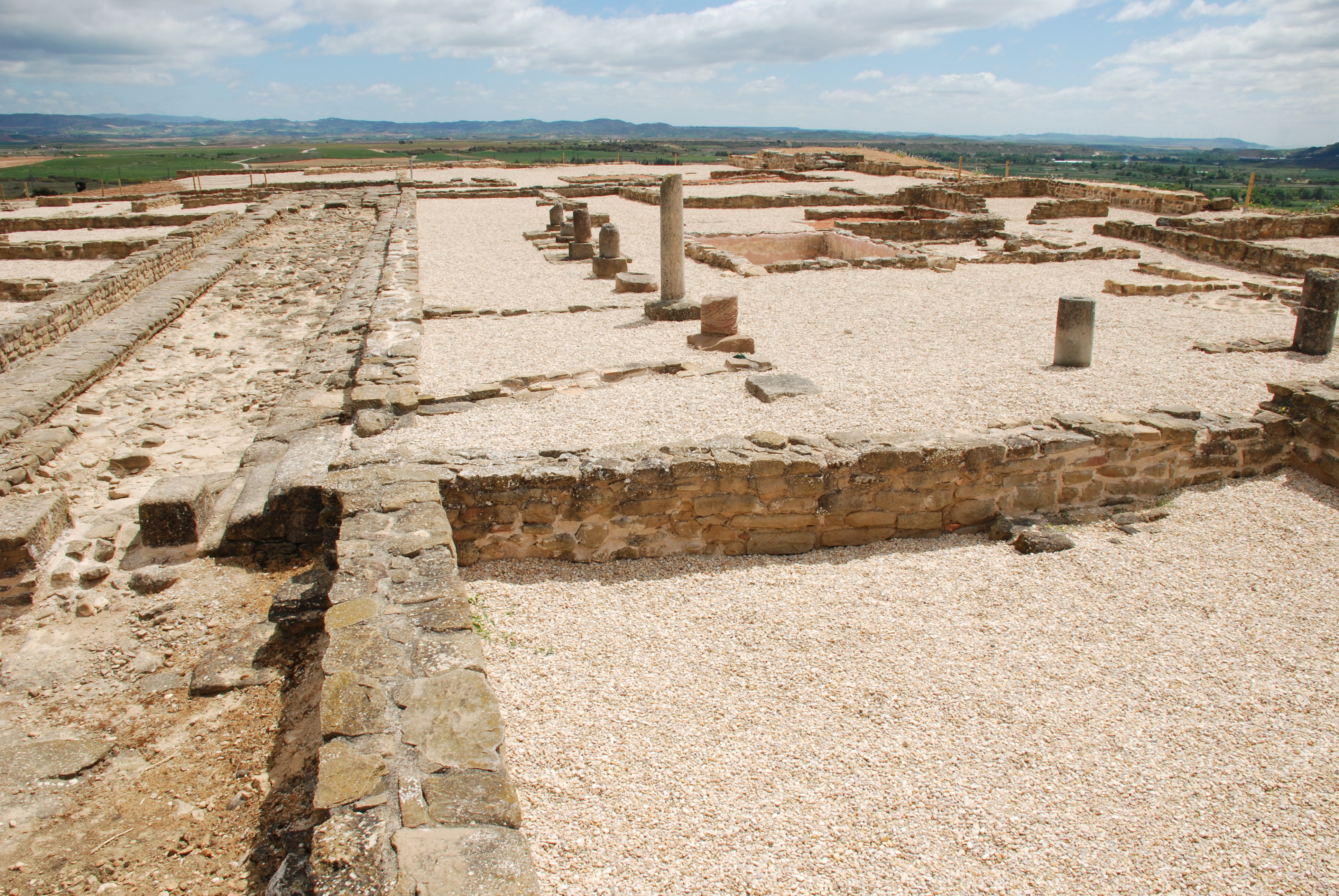
Römische Ruinen
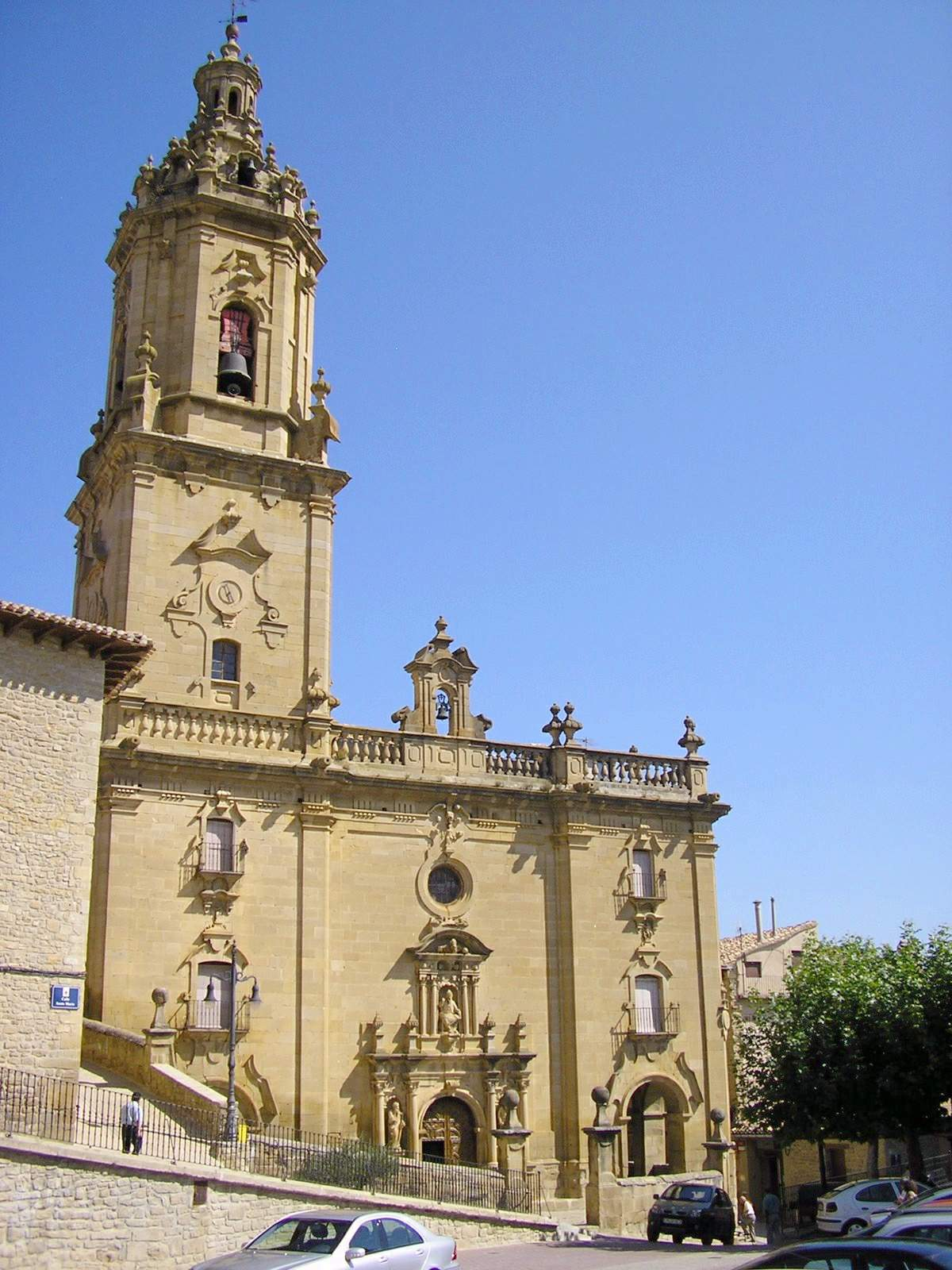
Peterskirche
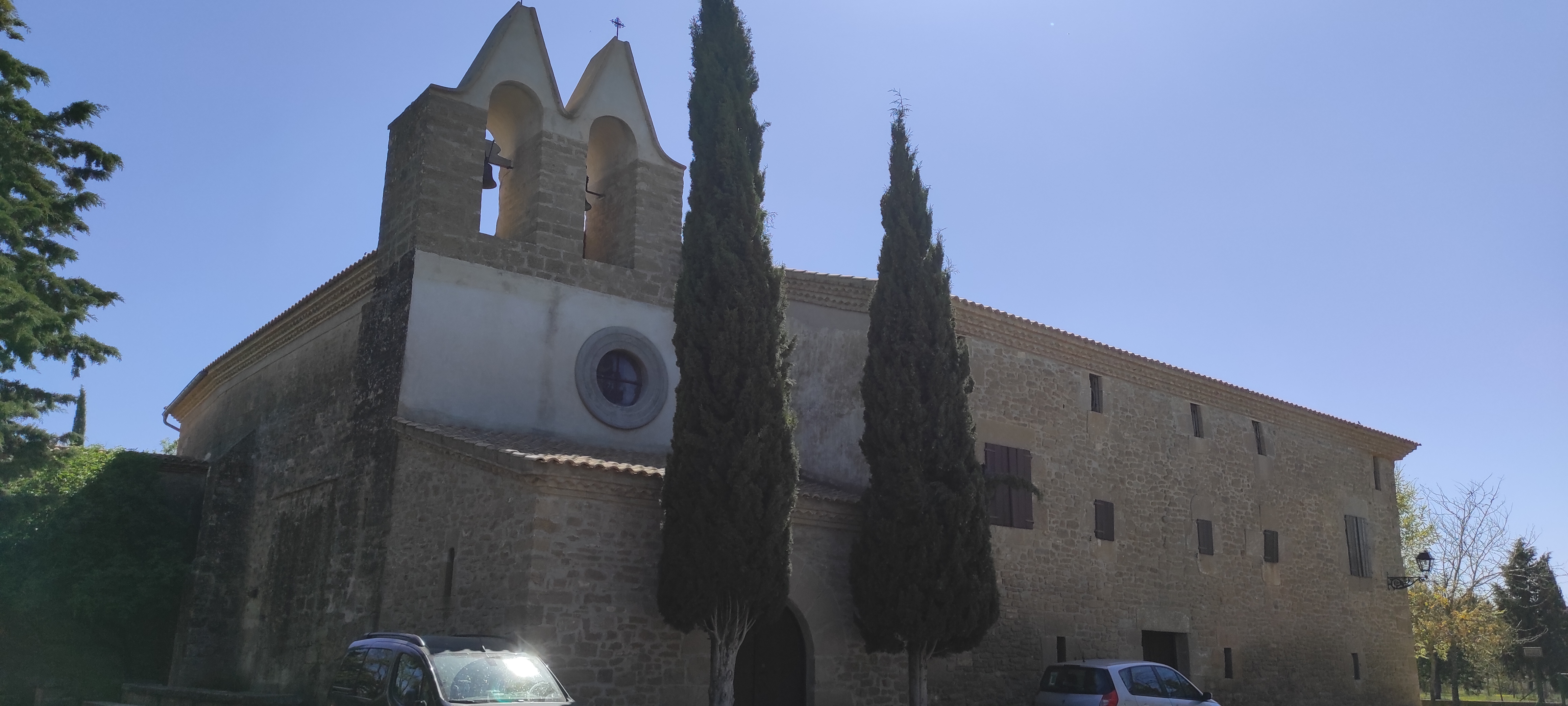
Marienkapelle

## Persönlichkeiten
- Juan Martínez de Peralta (1570–1629), Erzbischof von Saragossa (1624–1629)